# Osjibki junosti
Osjibki junosti (russisk: Ошибки юности) er en sovjetisk spillefilm fra 1978 af Boris Frumin.

## Medvirkende
- Nina Arkhipova
- Nikolaj Karatjentsov
- Marina Nejolova - Polina
- Nikolaj Penkov
- Natalja Varley - Zina